# Simon Weidersjö
Simon Michael Weidersjö, född 10 mars 1995 i Hammarby församling i Upplands Väsby kommun, Stockholms län, är en svensk låtskrivare.

## Biografi
Weidersjö ställde upp i Idol och Talang men slogs ut tidigt samt i en säsongParadise Hotel.
Under Melodifestivalen 2025 var Weidersjö en av låtskrivarna till artisten Nomi Tales bidrag "Funniest Thing", som deltog i den andra deltävlingen i Göteborg den 8 februari.